# Bonheur du jour

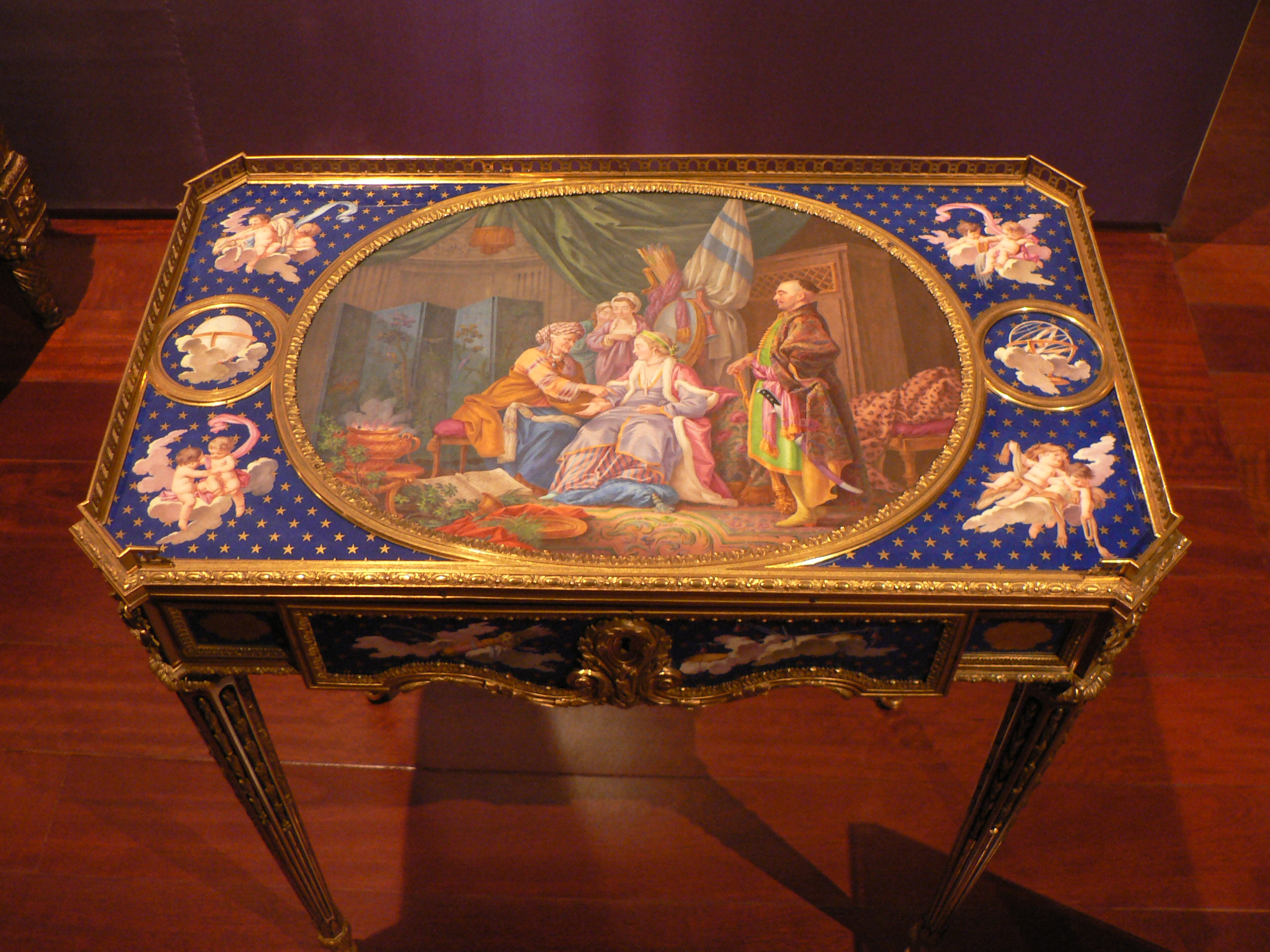
Mit Sèvres-Porzellan verzierter Damenschreibtisch ohne Aufsatz, 1772

Ein Bonheur-du-jour (frz. Glück des Tages) ist ein kleiner, zierlicher Damen-Schreibtisch, der in den 1760er Jahren von den Pariser Marchand-Merciers eingeführt wurde und in Frankreich zu einem der beliebtesten Möbel des 18. Jahrhunderts avancierte. Der Tisch hatte einen niedrigen rückwärtigen Aufsatz mit offenen oder geschlossenen Ablagefächern und Schubladen. Den oberen Abschluss bildete manchmal eine dekorativ durchbrochene, nach vorn offene Galerie aus Messing oder Goldbronze. Luxuriös ausgestattete Exemplare konnten mit aufwändigen Intarsien und Furnieren sowie Teilen aus Sèvres-Porzellan verziert sein.
Die frühen Exemplare waren oval und hatten schlanke, geschwungene Beine. Später überwogen die strengeren, geraden Linien des Louis-seize-Stils, und die Tischplatten waren rechteckig. Einige Bonheurs-du-jour waren mit Accessoires zum Schminken und Frisieren ausgestattet. Ein Beistelltisch mit flacher Schublade diente häufig dazu, die Arbeitsfläche zu vergrößern.
Der Bonheur du jour war das Pendant für Damen zum Sekretär.